# Хэммилл, Адам
А́дам Хэ́ммилл (англ. Adam Hammill; род. 25 января 1988, Ливерпуль) — английский футболист, полузащитник клуба «Прескот Кейблс».

## Карьера
Выпускник Футбольной академии «Ливерпуля». Может играть на обоих флангах полузащиты, на позиции «под нападающими», в роли оттянутого форварда, обладает хорошим видением поля и техникой. Другими важными его качествами являются отличные скорость и ускорение. Пройдя полный цикл обучения в юношеских и молодёжных командах клуба (со старшей из которых он в 2006 году выиграл Молодёжный кубок Англии), а также поиграв за резервы «Ливерпуля», Адам летом 2006 года начал тренироваться в Мелвуде вместе с первой командой.
18 января 2007 года он отправился в аренду до конца сезона в шотландский «Данфермлин Атлетик», с которым дошёл до финала Кубка Шотландии, где уступил «Селтику». Всё это время он постоянно выходил в первом составе находившегося на последнем месте в таблице «Данфермлина» и регулярно получал положительные отзывы прессы. В матче чемпионата Хэммил забил гол будущим чемпионам, что, впрочем, не спасло его команду от поражения.
Летом 2007 года английские и шотландские клубы, в том числе «Селтик», были заинтересованы в переходе Хэммилла к ним, однако он выбрал вариант с годичной арендой в «Саутгемптоне», к которому Адам и присоединился 12 июля 2007. Хэммил провёл хороший сезон в этой команде и был игроком первого состава. Перед началом следующего сезона он подписал новый контракт сроком на три года с «Ливерпулем» и тотчас же отправился в аренду на полгода в «Блэкпул».
9 ноября 2015 года подписал контракт с клубом Барнсли.
6 ноября 2022 года объявил о завершении карьеры игрока, однако в феврале 2023 года возобновил выступления за клуб.

## Достижения
- Финалист Кубка Шотландии (2006/07)
- Обладатель Молодёжного кубка Англии (2005/06)